# Peperomia tepoztecoana
Peperomia tepoztecoana är en pepparväxtart som beskrevs av G.Mathieu. Peperomia tepoztecoana ingår i släktet peperomior, och familjen pepparväxter. Inga underarter finns listade i Catalogue of Life.